# Nowe Miasto (okręg poniewieski)
Nowe Miasto (lit. Naujamiestis) – miasteczko znajdujące się w okolicy Poniewieża, w przeszłości centrum życia kulturalnego i społecznego litewskich karaimów. Obecnie siedziba starostwa w okręgu poniewieskim, Rejon poniewieski.

## Historia
Miejscowość otrzymała prawa miejskie w XVI wieku. Początkowo była miejscem osiedlania się ewangelików reformowanych, którzy już pod koniec XVI stulecia mieli tu swoją świątynię. Od XV wieku mieszkali tu litewscy karaimi, którzy w XIX i XX stuleciu ulegli asymilacji lub opuścili tereny Nowego Miasta.

## Zabytki
- cmentarz karaimski nad brzegiem rzeki Niewiaży – zachowało się kilkaset nagrobków
- cmentarz żydowski
- Kaplica św. Barbary z XVII wieku